# BUNCH
BUNCH was de bijnaam voor de groep concurrenten van IBM op de markt van de mainframes in de jaren 70. De naam is afgeleid van de namen van de vijf bedrijven: Burroughs, UNIVAC, NCR, Control Data Corporation (CDC) en Honeywell. Deze bedrijven werden gegroepeerd omdat het marktaandeel van IBM veel groter was dan dat van al zijn concurrenten bij elkaar.
In de jaren 60 stonden IBM en deze vijf computerfabrikanten, samen met RCA en General Electric (GE), bekend als "IBM en de zeven dwergen". De beschrijving van IBM's concurrenten veranderde nadat GE zijn computeractiviteiten in 1970 verkocht aan Honeywell en RCA zijn computeractiviteiten in 1971 verkocht aan Sperry (die eigenaar was van UNIVAC), waardoor er slechts vijf "dwergen" overbleven. De initialen van de bedrijven leenden zich dus voor een nieuw acroniem, BUNCH. International Data Corporation schatte in 1984 dat BUNCH minder dan 2 miljard dollar van de geschatte 11,4 miljard dollar aan mainframecomputerverkopen dat jaar zou ontvangen, waarbij IBM het grootste deel van de rest zou ontvangen. IBM domineerde de mainframemarkt zozeer dat waarnemers verwachtten dat BUNCH zou fuseren of de industrie zou verlaten. BUNCH volgde IBM op de microcomputermarkt met hun eigen pc-compatibele computers, maar in tegenstelling tot IBM was de BUNCH-groep niet snel genoeg om zich aan te passen aan de detailhandel van kleinere computers.
Digital Equipment Corporation (DEC), ooit de op één na grootste in de sector, werd samengevoegd met BUNCH als DeBUNCH.

## Lot van BUNCH
Burroughs & UNIVAC
In september 1986 na de vijandige overname van Sperry (het moederbedrijf van UNIVAC) door Burroughs, werd de naam van het bedrijf veranderd in Unisys.
NCR
In 1982 begon NCR met het produceren van open systemen, te beginnen met de op UNIX gebaseerde TOWER 16/32, en verlegde zijn focus naar computers die kleiner waren dan mainframes. NCR werd in 1991 overgenomen door AT&T Corporation. Een herstructurering van AT&T in 1996 leidde in januari 1997 tot de heroprichting van NCR als een apart bedrijf. In 1998 verkocht NCR zijn computeractiviteiten aan Solectron en stopte met de productie van computersystemen.
Control Data Corporation
Control Data Corporation maakt nu deel uit van Syntegra, een dochteronderneming van BT Global Services van het Britse bedrijf BT Group.
Honeywell
In 1991 werd de computerdivisie van Honeywell verkocht aan het Franse computerbedrijf Groupe Bull.

## Andere mainframeproducenten in de jaren 60 en 70
- Bendix Corporation introduceerde de G-15 in 1956 en de G-20 in 1961, met de G-21 kort daarna. Control Data Corporation kocht de computerdivisie van Bendix in 1963.
- Philco verkocht militaire computers en de commerciële TRANSAC S-1000 en TRANSAC S-2000. Ford Motor Company kocht Philco in december 1961.
- Scientific Data Systems (later bekend als Xerox Data Systems na de overname door Xerox in 1969) verkocht ook mainframecomputers, maar met een marktaandeel van ongeveer 1% was het geen belangrijke speler op de markt. Xerox sloot de divisie in 1975, waarbij de meeste rechten werden verkocht aan Honeywell.
- In 1976 bracht Cray Research, een bedrijf dat werd gesteund door Seymour Cray's voormalige werkgever CDC, de Cray-1 vectorcomputer uit.
- Digital Equipment Corporation (DEC) werd in 1957 opgericht als producent van computeronderdelen  en bracht ook twee mainframeseries op de markt: de PDP-6 en PDP-10. DEC werd later verkocht aan Compaq, dat werd overgenomen door Hewlett-Packard.
- Hewlett-Packard (HP) werd in 1939 opgericht en produceerde geavanceerde elektronische apparatuur. Halverwege de jaren 60 begon HP met de productie van minicomputers die concurreerden met mainframecomputers.
- Amdahl Corporation, opgericht in 1970 door Gene Amdahl, de hoofdarchitect van de IBM Systeem/360-reeks, was een informatietechnologiebedrijf dat zich specialiseerde in IBM mainframe-compatibele computerproducten en in 1997 een volledige dochteronderneming van Fujitsu werd.
- International Computers Limited was een groot Brits computerhardware-, computersoftware- en computerservicebedrijf dat actief was van 1968 tot 2002. Het bedrijf werd geleidelijk overgenomen door Fujitsu en in april 2002 werd het omgedoopt tot Fujitsu.